# Celosia stuhlmanniana
Celosia stuhlmanniana là loài thực vật có hoa thuộc họ Dền. Loài này được Schinz mô tả khoa học đầu tiên năm 1896.